# Таубе, Николай Эрнестович
Барон Никола́й Эрне́стович Та́убе (1847 — 1920) — русский судебный деятель, сенатор.

## Биография
Лютеранского вероисповедания. Из потомственных дворян.
В 1868 году окончил Императорское училище правоведения с чином IX класса, после чего начал службу по ведомству Министерства юстиции.
Последовательно занимал должности: товарища саратовского губернского прокурора, судебного следователя 1-го участка Казанского окружного суда, судебного следователя города Пскова и по важнейшим делам Псковского окружного суда, члена Смоленского окружного суда, товарища председателя того же суда, (пo уголовному отделению), члена Московской судебной палаты (по гражданскому департаменту), председателя гражданского департамента Иркутской судебной палаты и председателя департамента Московской судебной палаты (также гражданского).
1 января 1908 года назначен сенатором, присутствующим в Гражданском кассационном департаменте Правительствующего Сената, с производством в тайные советники. 19 апреля 1912 года уволен от службы по болезни, согласно прошению.
В эмиграции в Германии. Умер в 1920 году.

## Семья
Был женат на графине Софии Артуровне Келлер. Их дети:
- Георгий (1877—?)
- Николай (1885—?)
- Наталья (1876—1964), замужем за Павлом Павловичем Ливеном (1875—1963).

## Награды
- Орден Святого Станислава 1-й ст. (1902)
- Орден Святой Анны 1-й ст. (1905)
- Орден Святого Владимира 2-й ст. (1911)
- Орден Белого Орла (1914)